# Regulierenklooster (Gouda)
Het Regulierenklooster (ook Brigittenklooster of Mariënsterre) is een voormalig klooster in de Nederlandse stad Gouda.

## Geschiedenis
Omstreeks 1476 werd in Gouda het Brigittenklooster gesticht, gesteund door Margaretha van York, echtgenote van Karel de Stoute. Het klooster was een zogenaamd dubbelklooster, dat de regels van de heilige Brigitta volgde. Het klooster werd ook wel Mariënsterre genoemd, waarbij de sterren verwijzen naar het wapen van Gouda. De wijding van het klooster vond plaats in 1476. Het kloostercomplex was gelegen op een terrein tussen de Raam en de Vest in Gouda. In 1515 werd een beeld van Sint Brigitta op de toren van het klooster geplaatst. In de eerste helft van de 16e eeuw kostte het moeite om de exploitatie van het klooster te financieren. Een belangrijke inkomstenbron vormde de verkoop van zogenaamde aflaten en de bijbehorende prentjes. In 1544 trachten de paters en de priorin door verkoop van eigendommen van het klooster aan inkomsten te komen. Dit werd hen op straffe van excommunicatie verboden door bisschop George van Egmont van Utrecht. Nadat in 1549 het Klooster Emmaüs te Stein door brand verloren ging trokken de reguliere kanunniken van dit convent naar Gouda en kochten het Brigittenklooster. De overgebleven zusters vertrokken in 1551 naar een convent in Soest. De kloostergebouwen werden daarna opgeknapt. De verbouwing stond onder leiding van de architect Cornelis Frederickszn, die in dezelfde periode ook belast was met de herbouw van de Goudse Sint-Janskerk. In de jaren 1553 en 1554 werd er een nieuwe kapel bij het klooster gebouwd. In 1576 werd het klooster afgebroken en rond 1580 onderging de kapel hetzelfde lot. De laatste prior van het convent was Wouter Jacobsz. Maes, wiens dagboek van 1572 tot 1579 bewaard is gebleven, waarin hij verslag deed van deze woelige periode in de geschiedenis. Het vrijgekomen materiaal werd gebruikt bij de verbouw van een ander Gouds klooster het iets noordelijker gelegen Mariaklooster, dat werd omgevormd tot een voorziening voor melaatsen. Aanvankelijk werd het vrijgekomen terrein gebruikt om er een bolwerk te maken. Later verrezen er woningen. Tot het begin van de 20e eeuw werd de woningen op de plek van het afgebroken klooster nog aangeduid met de naam "in het klooster op de Raam". Ook het Hofje van Buytenwech (ook wel Roomsch hofje, of Klopjeserf genoemd) werd gebouwd op het voormalige kloosterterrein.
In Gouda herinneren de straatnamen Regulierenhof en Wouter Jacobszerf nog aan de vroegere aanwezigheid van een klooster op die plaats

## Het Regulierenklooster op de stadsplattegronden van Gouda

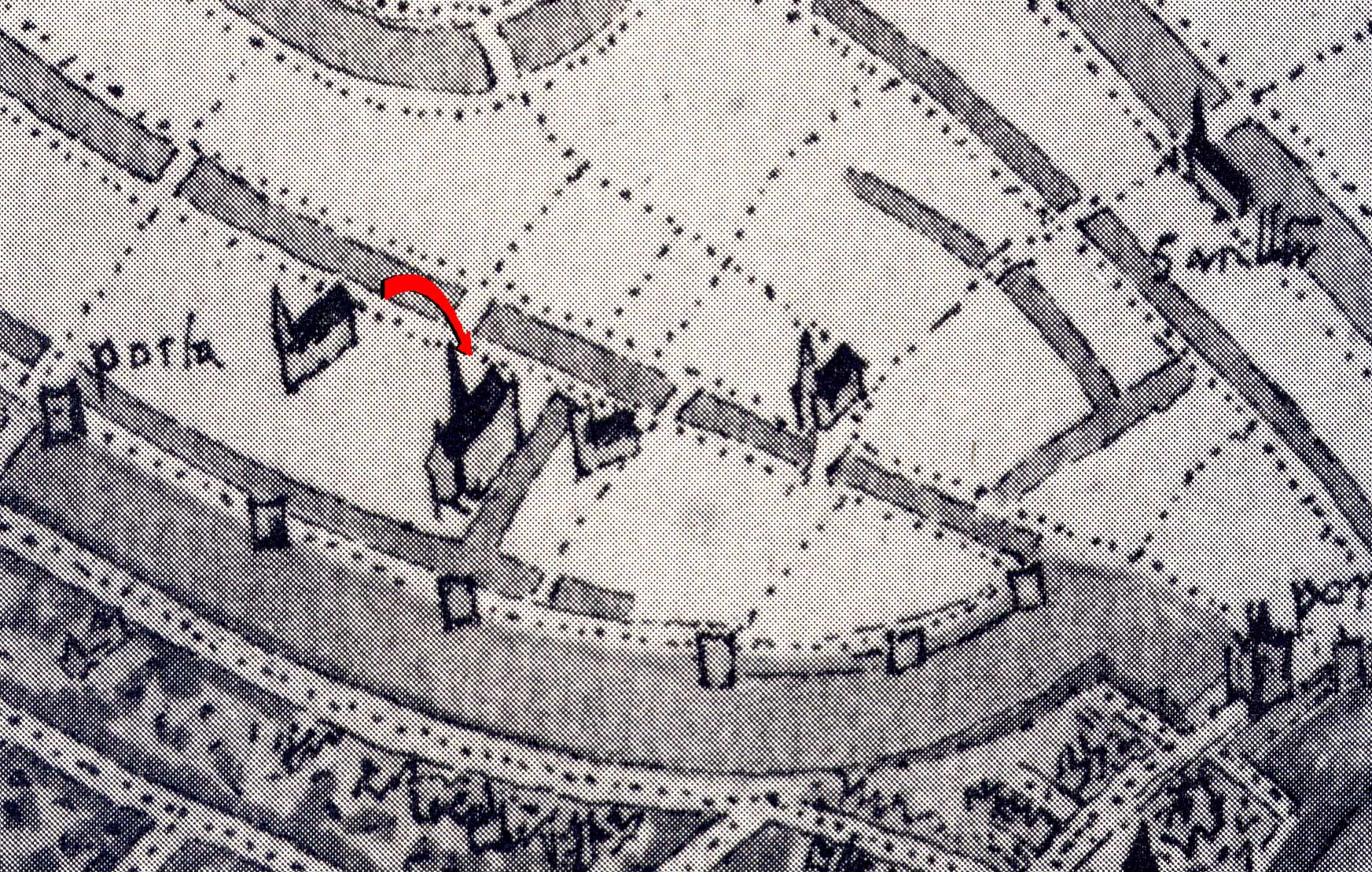
Op de kloosterkaart van Jacob van Deventer uit omstreeks 1559 staat het Regulierenklooster (bij de pijl) ingetekend
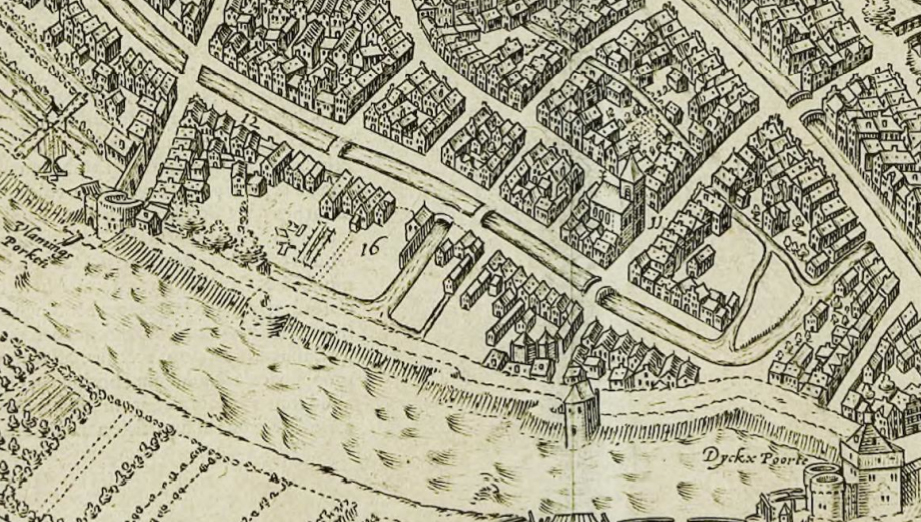
Op deze stadsplattegrond van 1585 is het Regulierenklooster al niet meer ingetekend, bij nr. 16 de plaats waar het klooster heeft gestaan

## De glazen van de kapel
Na de afbraak van het Regulierenklooster zorgde het stadsbestuur ervoor dat de gebrandschilderde glazen van de kapel bewaard bleven. Deze glazen waren vervaardigd naar een ontwerp van de Goudse glazenier Dirk Crabeth en gemaakt door één of meer van zijn medewerkers. De glazen werden in 1580 overgebracht naar de Goudse Sint-Janskerk. De glasmaker Jan Woutersz kreeg de opdracht om deze glazen te verwerken in twee lege vensters in het koor. Sinds 1934 vormen de zeven glazen een samenhangend complex van de zogenaamde regulieren- of kapelglazen in de Van der Vormkapel van deze kerk. Mogelijk zijn er oorspronkelijk nog drie glazen meer geweest.

## De zeven regulierenglazen

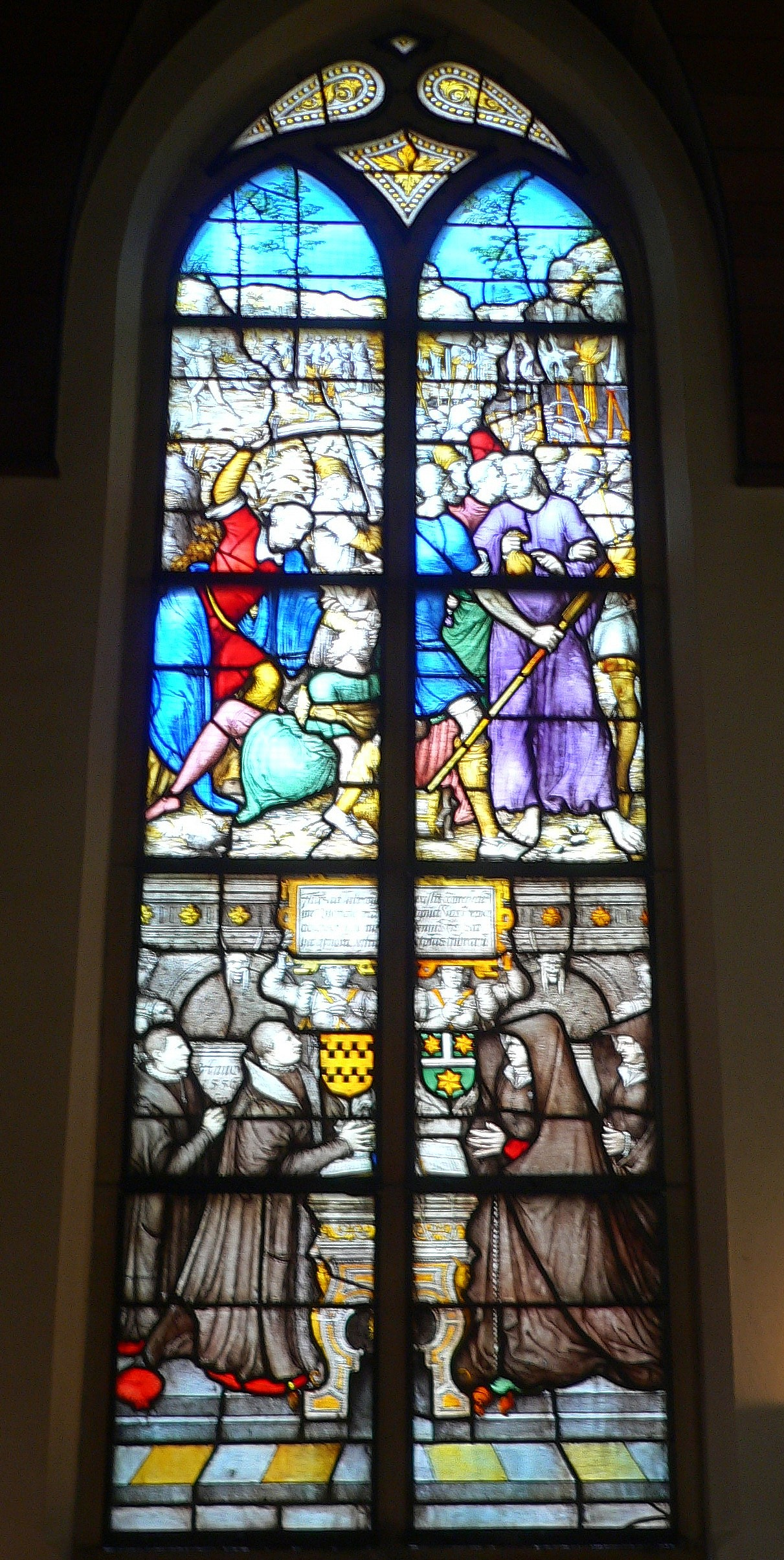
De gevangenneming (1556)
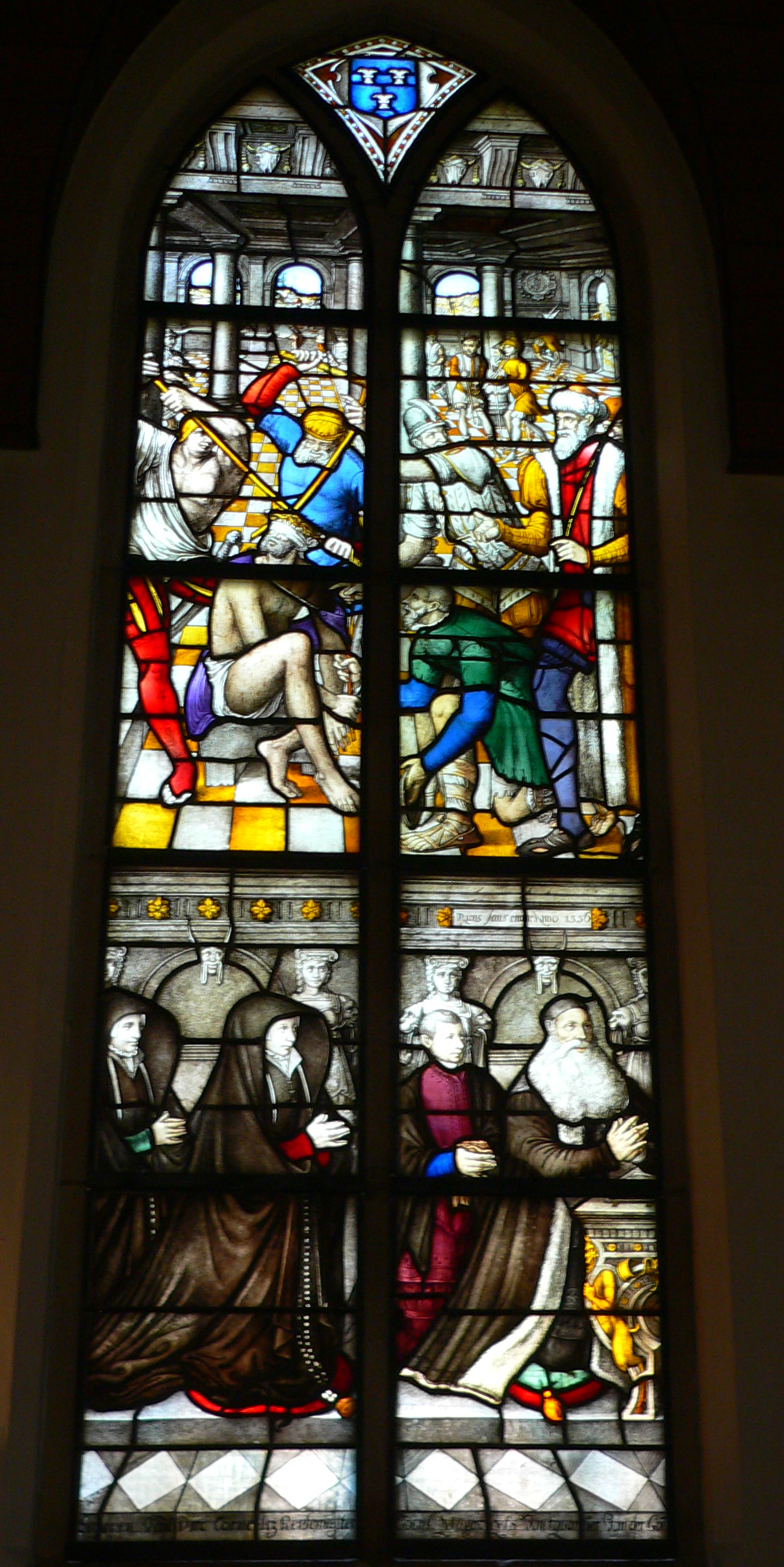
De bespotting (1556)
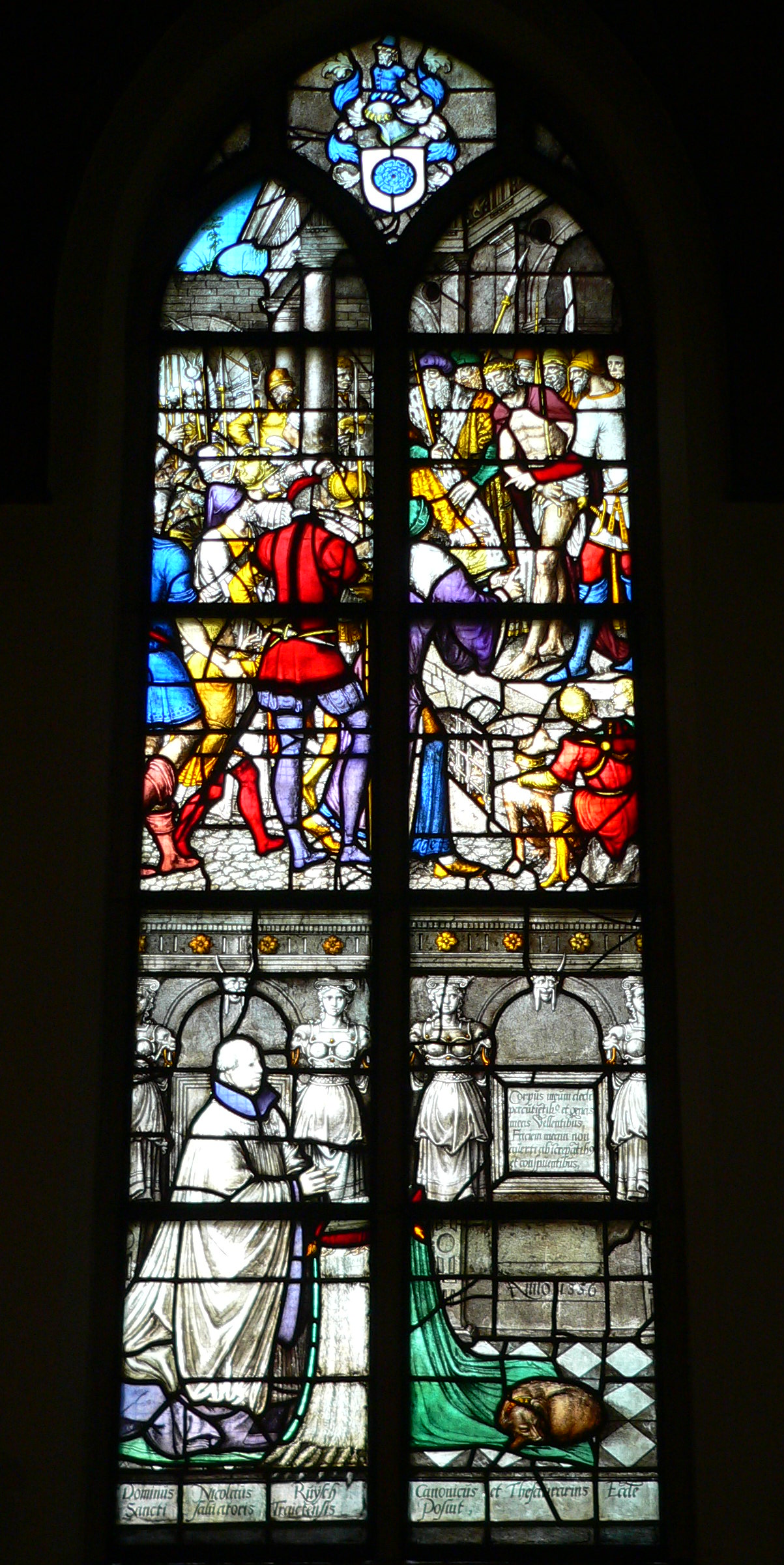
Jezus door Pilatus aan het volk getoond, ecce homo (1556)
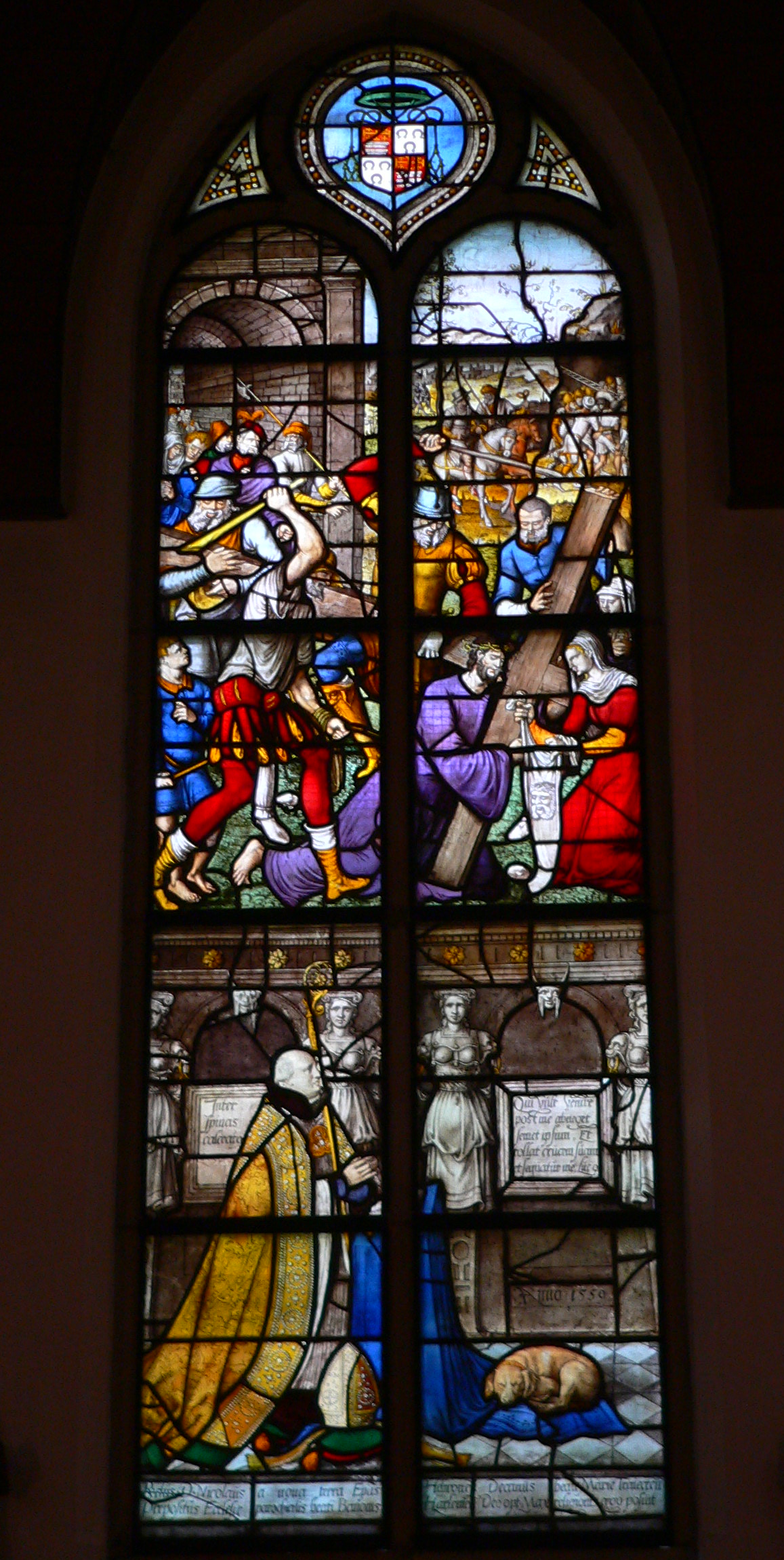
De kruisdraging (1557)
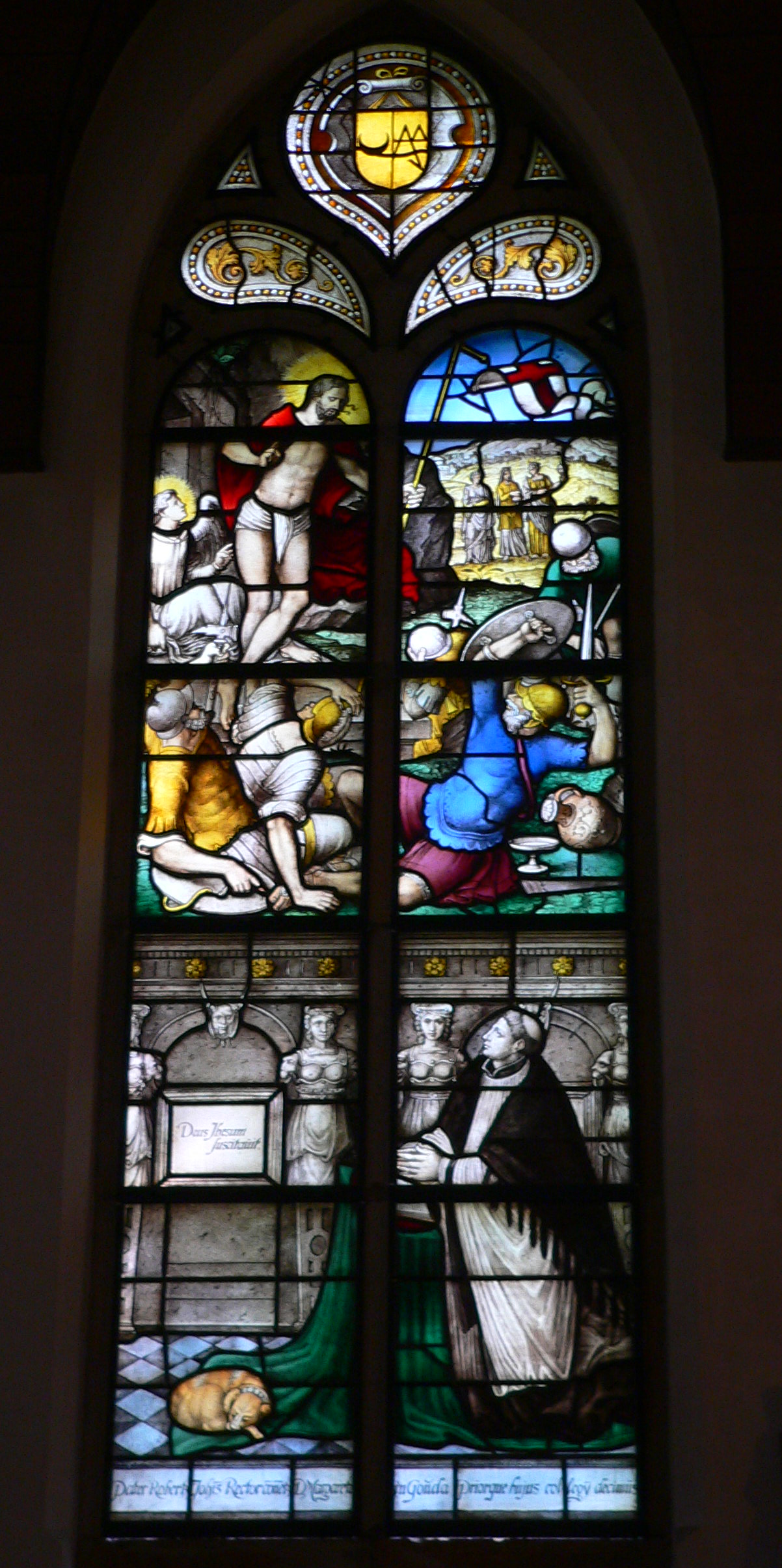
De opstanding (circa 1557)
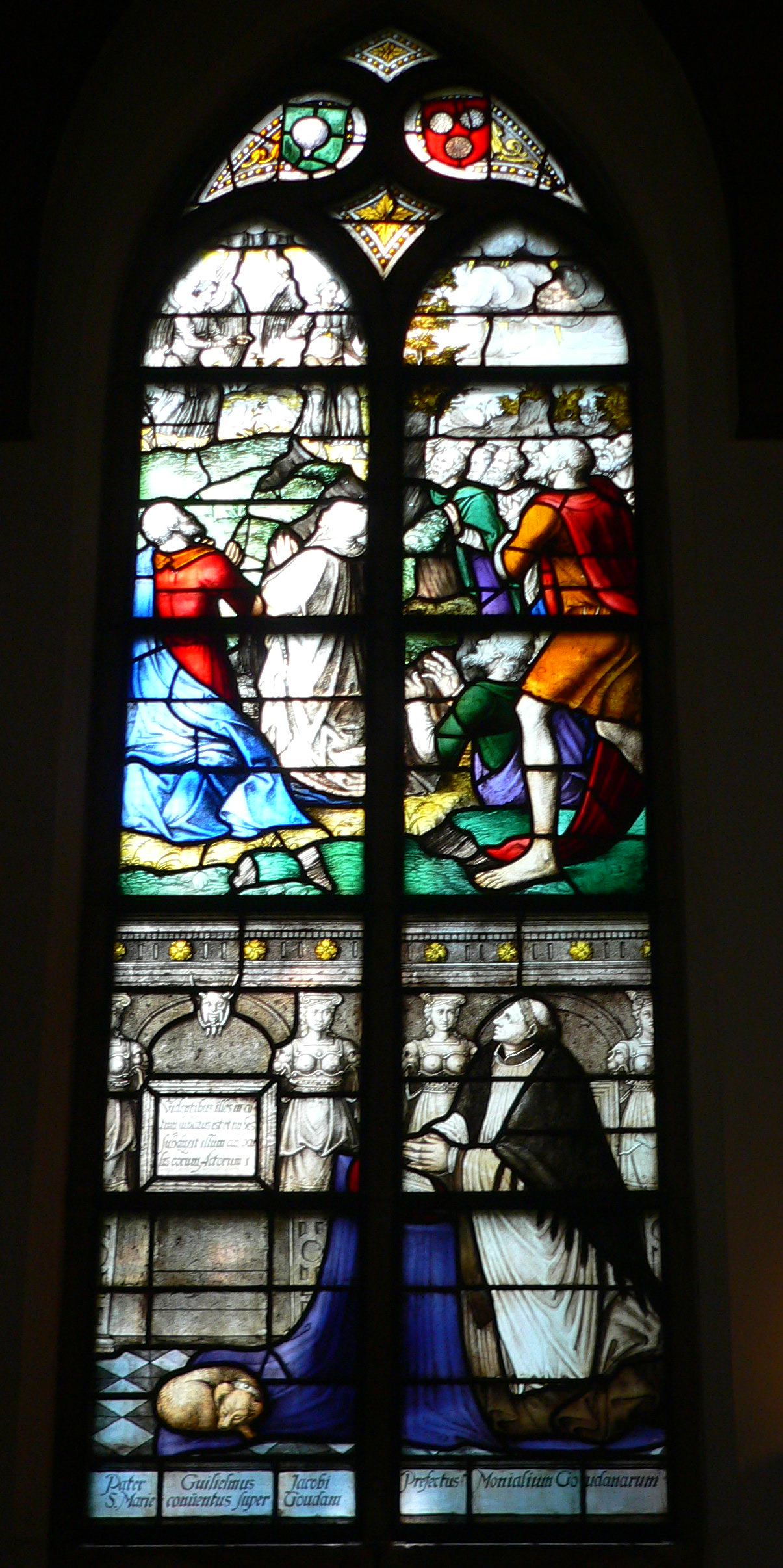
De hemelvaart (circa 1557)
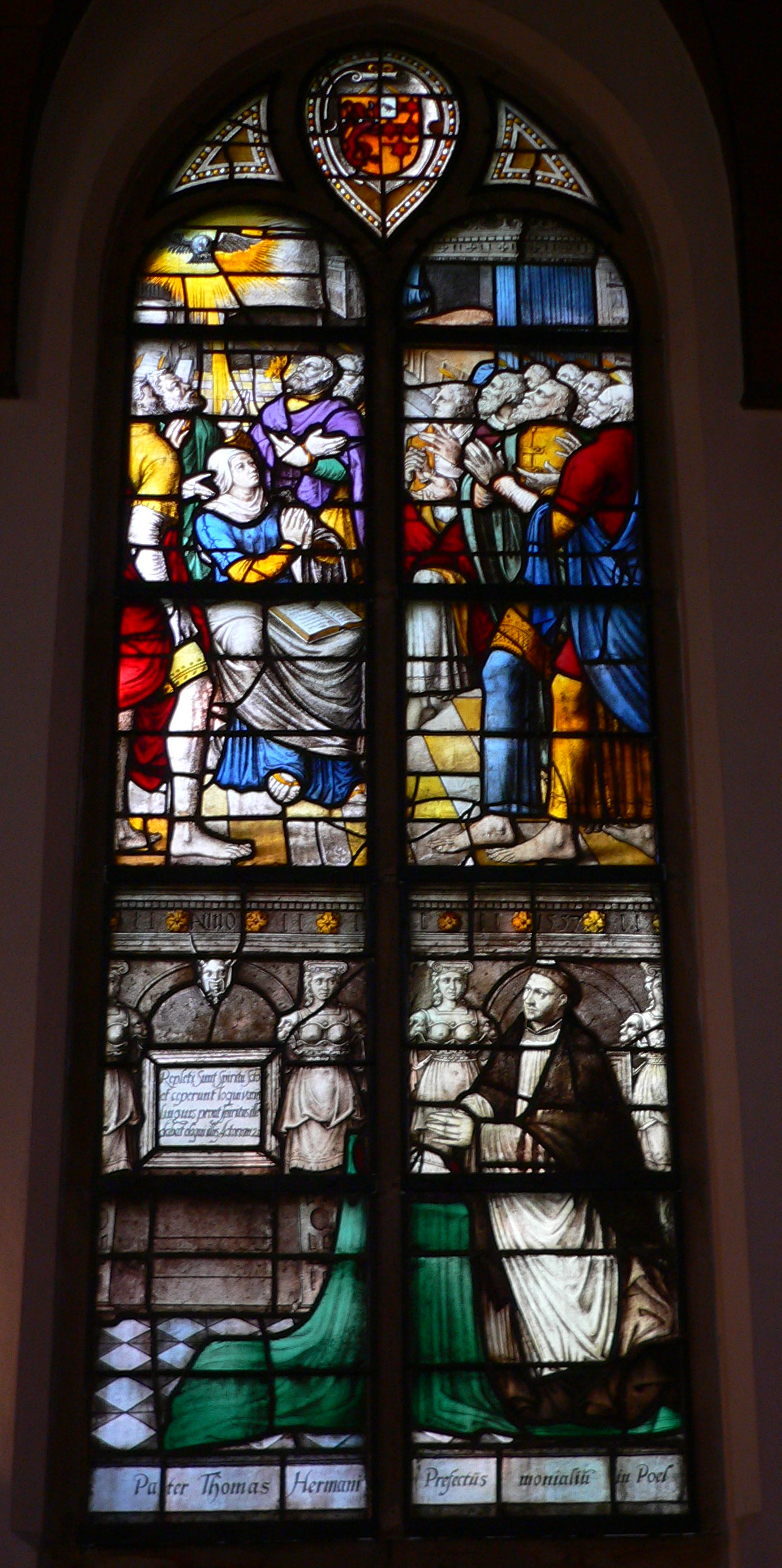
De uitstorting van de Heilige Geest (1557)

## De schenkers van de regulierenglazen

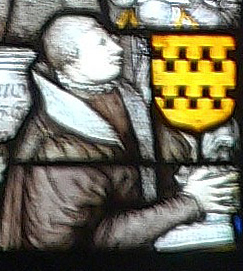
Glas 58 - Jan Heye, burgemeester Gouda
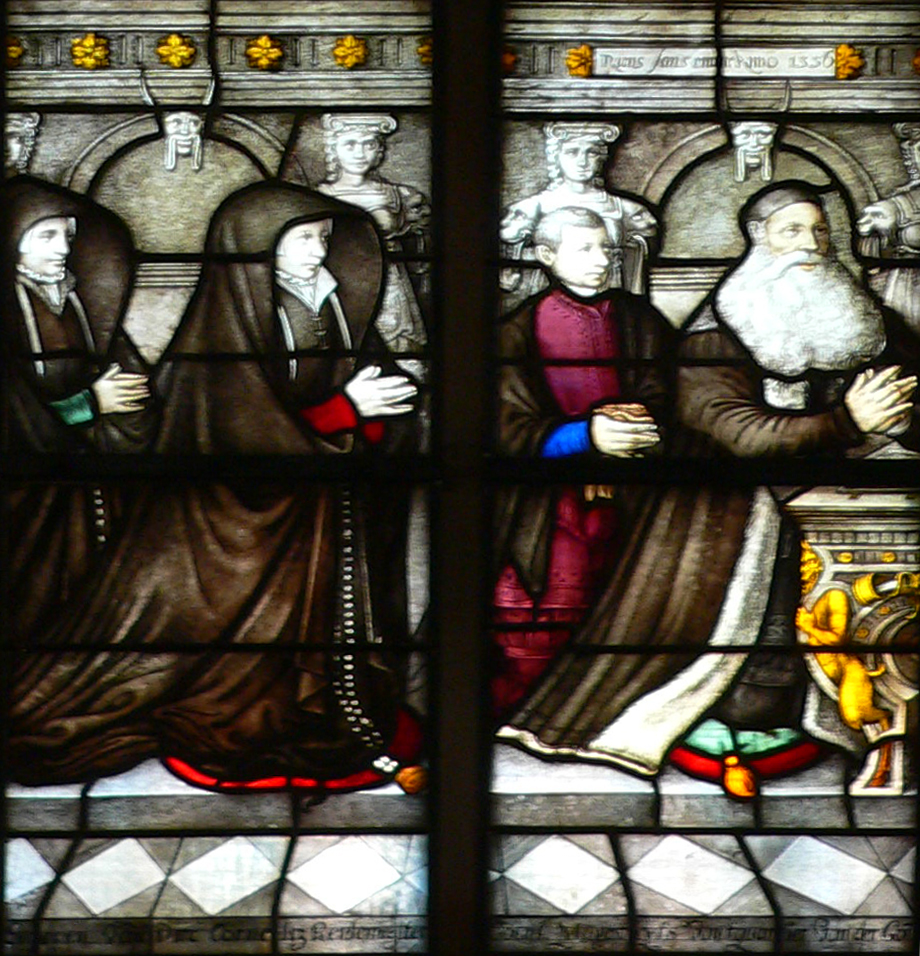
Glas 59 - Dirck van Reynegom, rentmeester
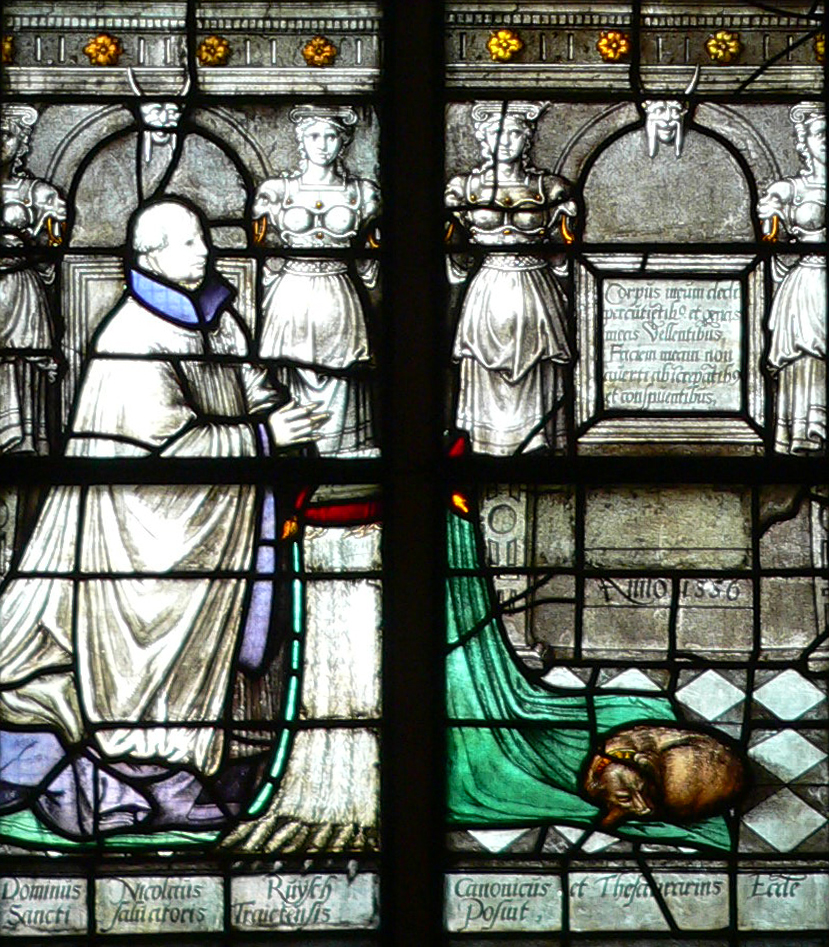
Glas 60 - Nicolaas Ruysch, thesaurier Oudmunster
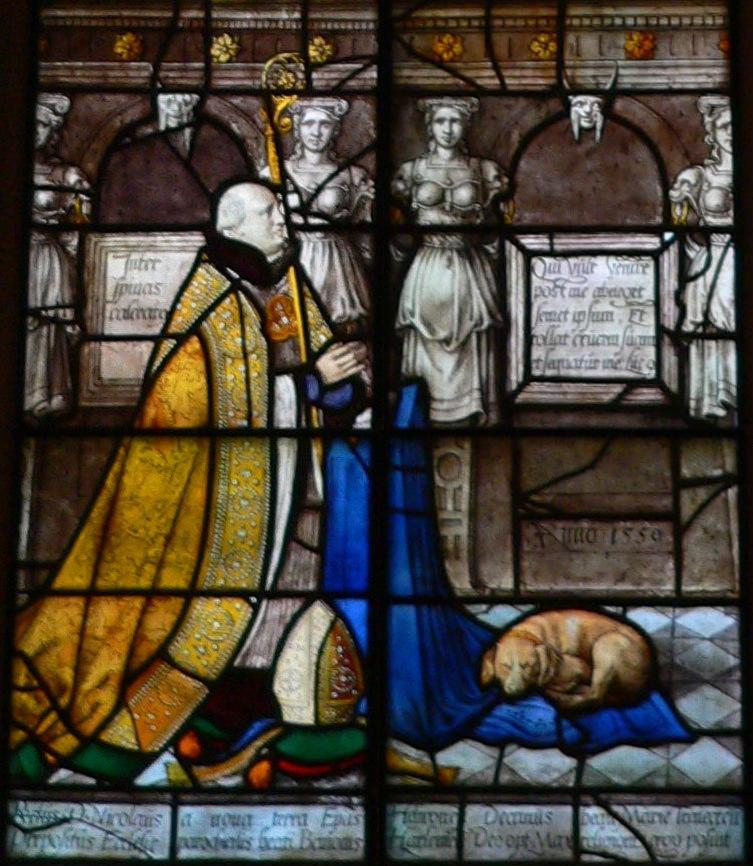
Glas 61 - Nicolaas van Nieuwland, wijbisschop Utrecht
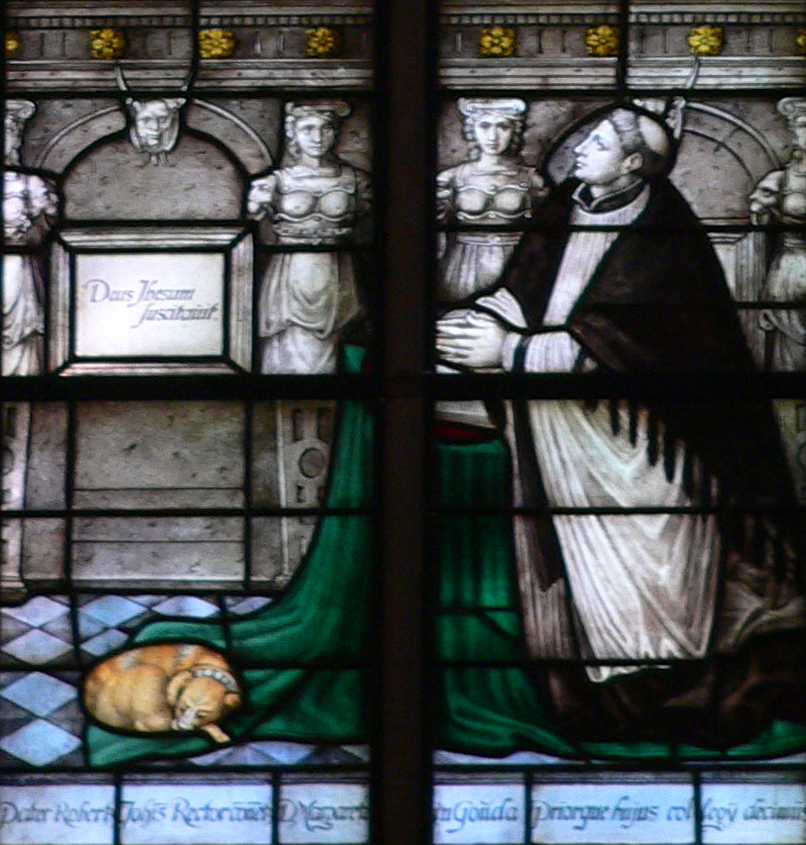
Glas 62 - Robert Jansz. Goris, prior Sint-Margrietklooster
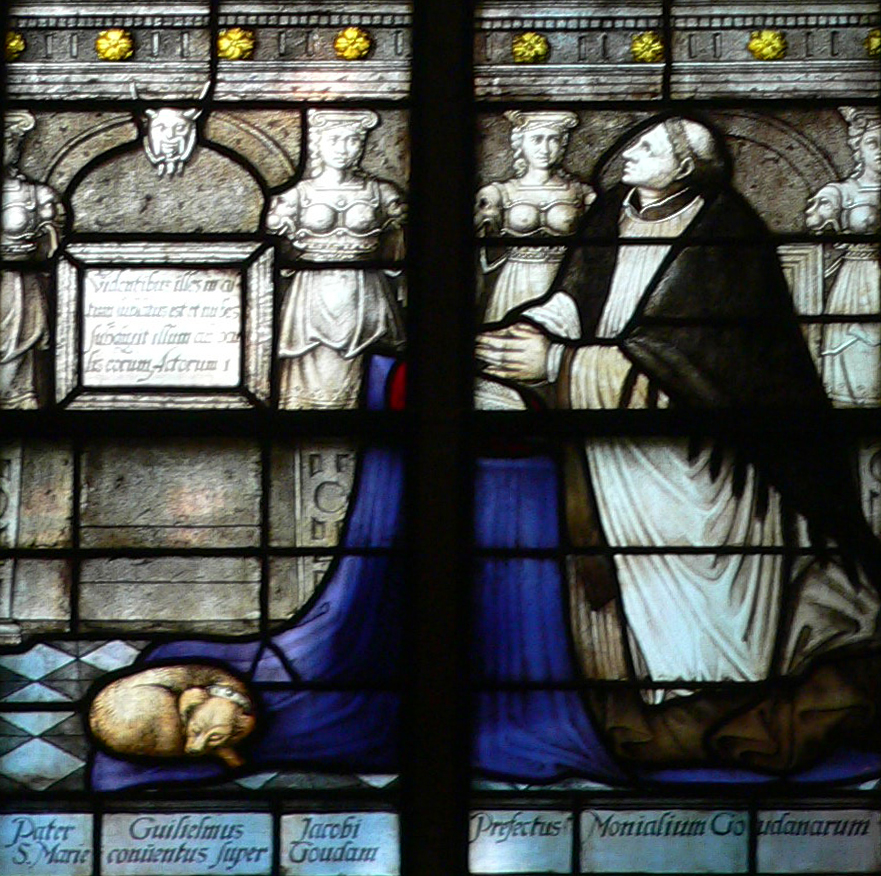
Glas 63 - Willem Jacobsz., overste Sint-Marieklooster
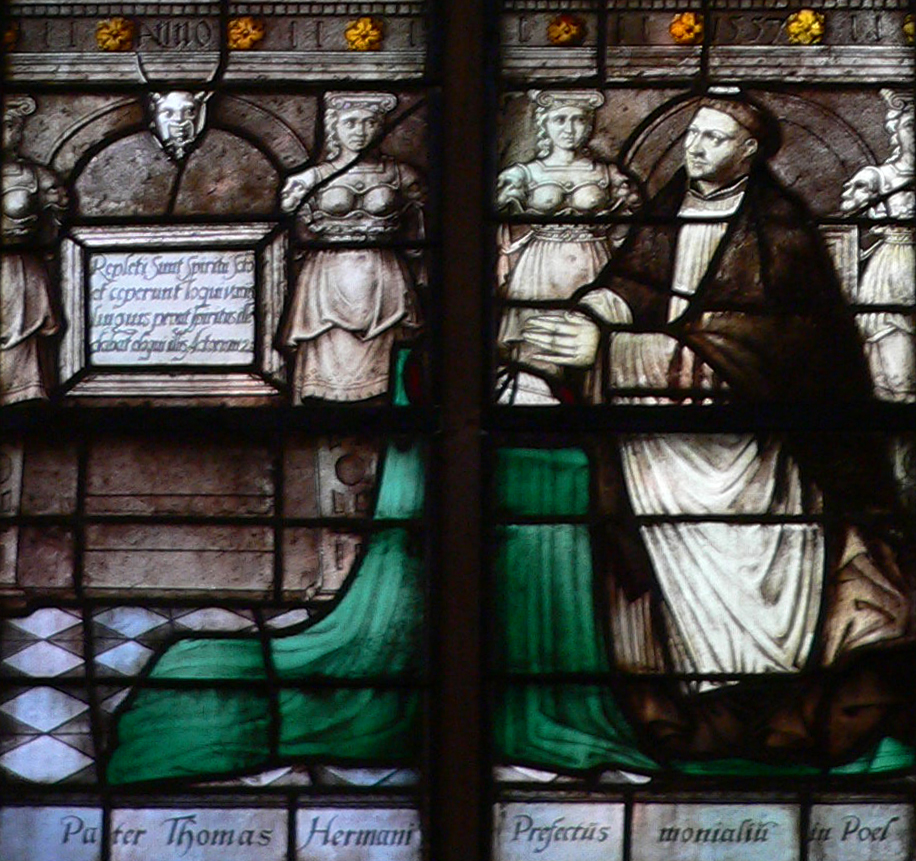
Glas 64 - Thomas Hermansz., overste klooster Mariënpoel

## Klooster Mariënsterre

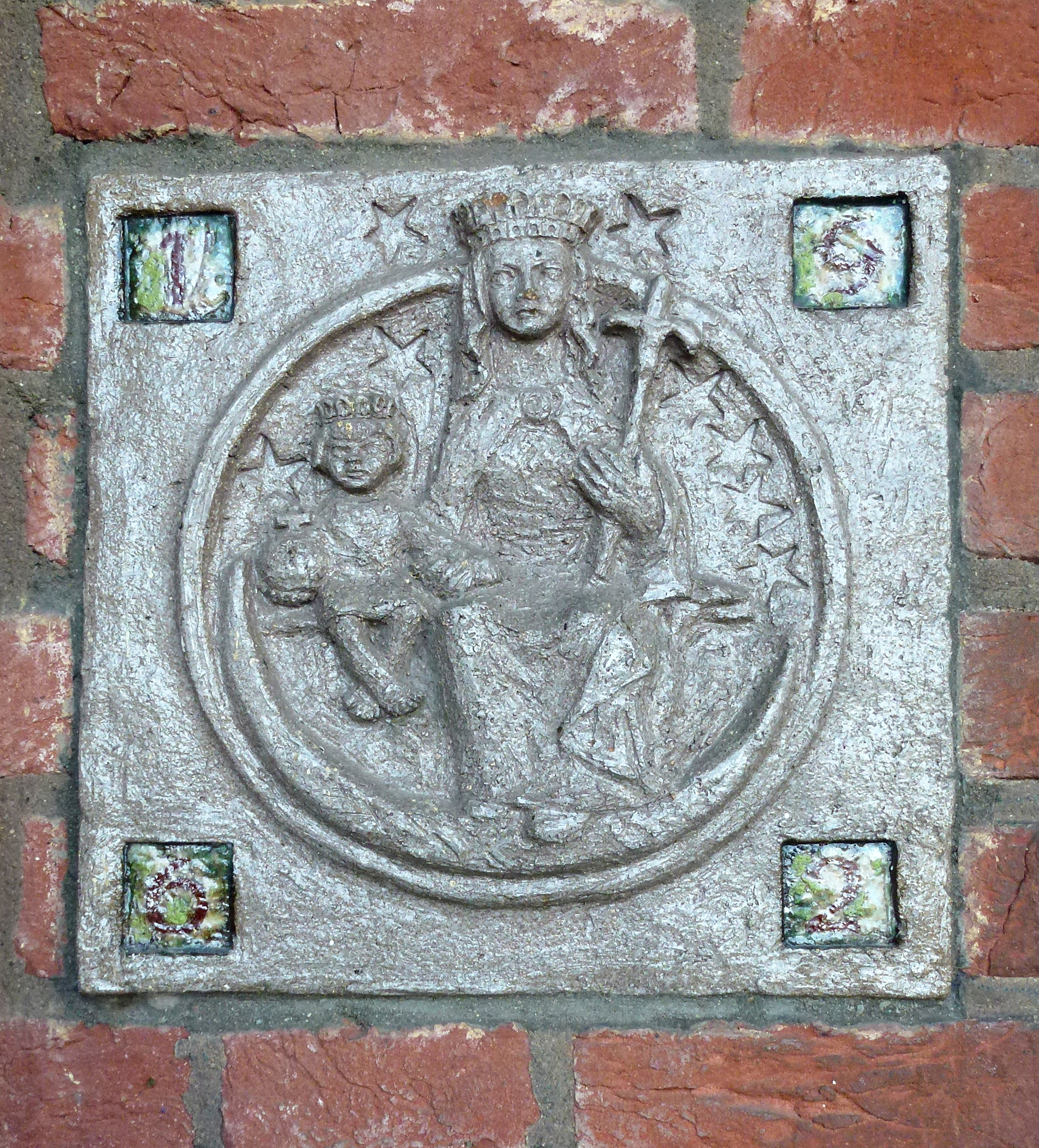
Gevelsteen Klooster Mariënsterre

In 1961 werd begonnen met de bouw van een klooster of zusterhuis aan de Ruys de Beerenbroucklaan in Gouda. Het zusterhuis met inpandige kapel, werd het onderkomen voor 17 onderwijzende nonnen van de Zusters Franciscanessen van Oudenbosch. Het klooster werd gebouwd naast de Christus Koningschool een VGLO school (voortgezet gewoon lager onderwijs). Het zusterhuis kreeg op voorstel van rector P.J.N.M. Riep de naam ‘Mariënstelle’, als herinnering aan het voormalige Brigittenklooster in Gouda. De officiële opening vond plaats op 20 april 1963. Wegens de koude, namen de zusters al hun intrek op 29 december 1962 omdat hun vorige onderkomen aan de Oosthaven geen centrale verwarming had. Na het vertrek van de zusters, heeft het gebouw verschillende functies gehad waaronder opvang door het Leger des Heils. Het ontwerp was van architect Th.W.A.Zwegers uit Breda. De aannemer was de firma A.M. de Korte en Zn. te Gouda.